# František Šimer
František Šimer (20. dubna 1899 Praha – 8. září 1943 Berlín, věznice Plötzensee) byl český lékař, vysokoškolský pedagog. Pro odbojovou činnost byl nacisty popraven.

## Život
Absolvoval lékařskou fakultu Univerzity Komenského v Bratislavě. V letech 1929 až 1931 absolvoval studijní pobyt v biochemickém ústavu v Middlesex-Hospital v Londýně. Ve školním roce 1938–1939 byl přednostou Ústavu patologické fyziologie Univerzity Komenského v Bratislavě, kde přednášel a stačil napsat troje skripta. V souvislosti s rozpadem Československa odešel na základě vlastního rozhodnutí do Plzně, i když mohl na Slovensku působit i nadále.
V roce 1939 byl jmenován primářem interního oddělení Plzeňské městské nemocnice, dnešní (2017) II. interní kliniky Fakultní nemocnice Plzeň. Profesor MUDr. František Šimer pracoval na klinice spolu se svým asistentem MUDr. Vilémem Hlinkou.
Jeho manželkou byla slovenská malířka Ester Šimerová-Martinčeková. V osobě primáře Šimera se spojily nesporné kvality lékařské s osobní odvahou při pomoci domácímu protiněmeckému odboji.

## Odbojová činnost
Lékaři Šimer a Hlinka v prostorách kliniky ukrývali ilegální odbojové pracovníky, kteří tak získali čas k vyhotovení falešných osobních dokladů, jež jim umožňovaly život v ilegalitě na různých místech protektorátu. Oba lékaři tak během druhé světové války zachránili několik životů ilegálních pracovníků. Nejen že osoby hledané gestapem ukrývali, ale sháněli pro ně i stravovací lístky, falešné křestní a domovské doklady, fiktivní občanské legitimace apod. Pacientům, kterým hrozilo vězení z politických důvodů nebo přesun do koncentračního tábora, prodlužovali nemocniční pobyt nebo vystavovali osvědčení o pracovní neschopnosti. Od léta 1941 do června 1942 nalezli na tomto oddělení postupně útočiště čelní představitelé ilegální organizace Ústřední vedení odboje domácího (ÚVODu) z Prahy: podplukovník Tomáš Berka; inspektor I. třídy finanční stráže Karel Prokop; radiotelegrafista Otto Linhart a jeho bratr Václav Linhart; organizátor ÚVODu v západních Čechách MUC. Václav Rusý; radista svobodník Oldřich Dvořák (z paradesantního výsadku STEEL) a dalších asi 25 ilegálních pracovníků.

## Prozrazení, zatčení, odsouzení, ...
Jejich protiněmecká činnost byla prozrazena a oba lékaři byli dne 2. srpna 1942 zatčeni a ještě téhož roku obviněni z následujících deliktů:
- Provádění finančních sbírek ve prospěch lidí hledaných gestapem;[12]
- rozšiřování letáků a jiného tisku Říši nepřátelského;[12]
- organizované zcizování potravinových lístků pro osoby hledané gestapem;[12]
- zcizování úředních listin pro vystavování osobních dokumentů na falešná jména osobám hledaných gestapem;[12]
- zhotovení vysílací stanice a její činnosti proti Říši;[12]
- ukrývání zbraní a jiných výbušnin a[12]
- organizovaná činnost pro krytí a úschovu osob hledaných gestapem.[12]

Text obžaloby sestavili vyšetřující soudci v Plzni. Vzhledem k závažnosti deliktů (uvedených v některých bodech), které měly povahu těžkých trestných činů, byla kauza obou lékařů přesunuta v prosinci 1942 do Berlína k lidovému soudu. Ten odsoudil v únoru roku 1943 Františka Šimera na patnáct let odnětí svobody a Viléma Hlinku na osm let odnětí svobody (vinni ve všech výše uvedených bodech). Ovšem proces byl znovu otevřen. Proběhla další slyšení a pro oba lékaře padl rozsudek smrti. Oba byli popraveni 8. září 1943 v ranních hodinách. V noci ze 7. na 8. září bylo popraveno 186 vězňů.
Manželka Ester se pokoušela svého manžela zachránit i za cenu rozprodání majetku. Milosti sice dosáhla, ale František Šimer byl popraven dříve, než byla milost doručena.

## Pamětní deska

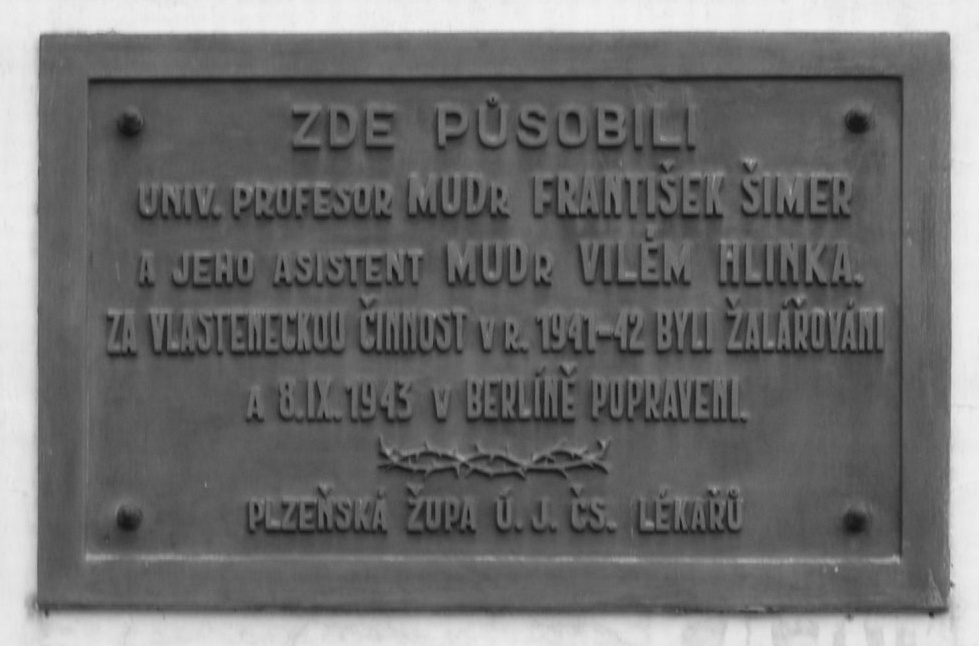
Pamětní deska ve fakultní nemocnici Plzeň-Bory

V Plzni poblíž ulice Edvarda Beneše na zdi pavilonu profesora Dr. Františka Šimera (ve Fakultní nemocnici Bory) se nachází  pamětní deska se jmény obou lékařů. Na pamětní desce je nápis:
ZDE PŮSOBILI

UNIV. PROFESOR MUDR. FRANTIŠEK ŠIMER
A JEHO ASISTENT MUDR. VILÉM HLINKA.

ZA VLASTENECKOU ČINNOST V R. 1941 - 42 BYLI ŽALÁŘOVÁNI
A 8. IX. 1943 V BERLÍNĚ POPRAVENI.

PLZEŇSKÁ ŽUPA Ú.J. ČS. LÉKAŘŮ
text na pamětní desce